# ناحیه کاستر، شهرستان سانیلاک، میشیگان
ناحیه کاستر (به انگلیسی: Custer Township) یک منطقهٔ مسکونی در ایالات متحده آمریکا است که در شهرستان سانیلاک واقع شده‌است.
 ناحیه کاستر ۹۱٫۵ کیلومتر مربع مساحت و ۱٬۰۳۶ نفر جمعیت دارد و ۲۳۴ متر بالاتر از سطح دریا واقع شده‌است.